# John Kristian Dahl
John Kristian Dahl (Kirkenes, 27 maart 1981) is een Noorse langlaufer die is gespecialiseerd in de sprint.

## Carrière
Dahl maakte zijn wereldbekerdebuut in maart 2001 in Oslo, een jaar later scoorde hij dankzij een negende plaats in Oslo zijn eerste wereldbekerpunten. In december 2003 stond de Noor in Val di Fiemme, Italië voor de eerste maal in zijn carrière op het podium. Ondanks dat hij regelmatig op het podium stond in de wereldbeker maakte hij pas in 2009 zijn WK-debuut, in het Tsjechische Liberec eindigde Dahl als vijftiende op de sprint. Op 13 december 2009 boekte de Noor in Davos, Zwitserland zijn eerste wereldbekerzege.

## Resultaten

### Wereldkampioenschappen
| Jaar | Plaats  | Resultaten               |
| ---- | ------- | ------------------------ |
| 2009 | Liberec | 15e Sprint (vrije stijl) |

### Wereldbeker

#### Eindklasseringen
| Seizoen   | Plaats | Punten |
| --------- | ------ | ------ |
| 2001/2002 | 87e    | 29     |
| 2002/2003 | 58e    | 53     |
| 2003/2004 | 26e    | 237    |
| 2004/2005 | 51e    | 84     |
| 2005/2006 | 59e    | 93     |
| 2006/2007 | 45e    | 120    |
| 2007/2008 | 19e    | 333    |
| 2008/2009 | 16e    | 444    |

#### Wereldbekerzeges
| Nr. | Datum            | Plaats | Onderdeel            |
| --- | ---------------- | ------ | -------------------- |
| 1.  | 13 december 2009 | Davos  | Sprint (vrije stijl) |

### Marathons
Ski Classics zeges
| Nr. | Datum           | Plaats           | Marathon          | Onderdeel                          |
| --- | --------------- | ---------------- | ----------------- | ---------------------------------- |
| 1.  | 21 maart 2014   | Sälen–Mora       | Wasaloop          | 90 km klassieke stijl (massastart) |
| 2.  | 6 december 2015 | Livigno          | La Sgambeda       | 24 km klassieke stijl (massastart) |
| 3.  | 6 maart 2016    | Sälen–Mora       | Wasaloop          | 90 km klassieke stijl (massastart) |
| 4.  | 19 maart 2016   | Rena–Lillehammer | Birkebeinerrennet | 54 km klassieke stijl (massastart) |
| 5.  | 5 maart 2017    | Sälen–Mora       | Wasaloop          | 90 km klassieke stijl (massastart) |

Overige marathonzeges
| Nr. | Datum         | Plaats             | Marathon            | Onderdeel                           |
| --- | ------------- | ------------------ | ------------------- | ----------------------------------- |
| 1.  | 24 maart 2013 | Lierne– Gäddede    | Flyktningerennet    | 44 km klassieke stijl (massastart)  |
| 2.  | 6 april 2015  | Lierne– Gäddede    | Flyktningerennet    | 44 km klassieke stijl (massastart)  |
| 3.  | 10 april 2016 | Purkijaur–Jokkmokk | Nordenskiöldsloppet | 200 km klassieke stijl (massastart) |